# مويرا ديليا
مويرا ديليا (بالإنجليزية: Moira Delia) هي مقدمة تلفزيونية وممثلة مالطية، ولدت في 30 أكتوبر 1971 في مالطا.

## وصلات خارجية
- مويرا ديليا على موقع IMDb (الإنجليزية)